# Typecasting (Film)
Der Begriff Typecasting wird – hauptsächlich in der Filmbranche, aber auch im Theater – für bestimmte Schauspieler verwendet, die nicht ausschließlich, aber immer wieder ähnliche Rollen übernehmen. Bei der Darstellung von Bösewichten ist das Typecasting besonders häufig anzutreffen. Aber auch Heldenfiguren unterliegen oft dem Typecasting. Die Festlegung auf einen bestimmten Typus kann für Schauspieler zur Sackgasse werden, wenn das Publikum sie immer in den gleichen Rollen sehen will und es ihnen so erschwert, ihr darstellerisches Spektrum zu erweitern. Gleiches gilt, wenn der Typus mit zunehmendem Alter nicht mehr ausgefüllt werden kann; andererseits kann sich mitunter dann ein neuer Typus wie beispielsweise die „komische Alte“ erschließen.

## Beispiele
- Bela Lugosi, Boris Karloff und Christopher Lee in Horrorfilmen
- Erich von Stroheim als deutscher Offizier und Spion
- Fay Wray als Opfer von King Kong und vielen anderen Horrorgestalten (siehe auch: Scream-Queen)
- John Wayne als Westernheld
- Theda Bara und Marlene Dietrich als Vamps
- Michael Madsen als lakonischer Schurke in Reservoir Dogs – Wilde Hunde, Getaway und anderen Filmen.
- Claude-Oliver Rudolph, aufgrund seiner markanten Gesichtsmerkmale auf Ganovenrollen abonniert
- Danny Trejo als mexikanischer Krimineller